# Benjamin Onwuachi
Benjamin Onwuachi (Lagos, 9 de abril de 1984) é um futebolista profissional nigeriano. atualmente joga no Ionikos.

## Carreira
Benjamin Onwuachi começou na base da Juventus FC.

## Títulos
APOEL
- Cypriot First Division: 1

2008–09
- Cypriot Super Cup: 1

2008